# Pula (Ungarn)
Pula ist eine ungarische  Gemeinde im Kreis Veszprém im Komitat Veszprém.

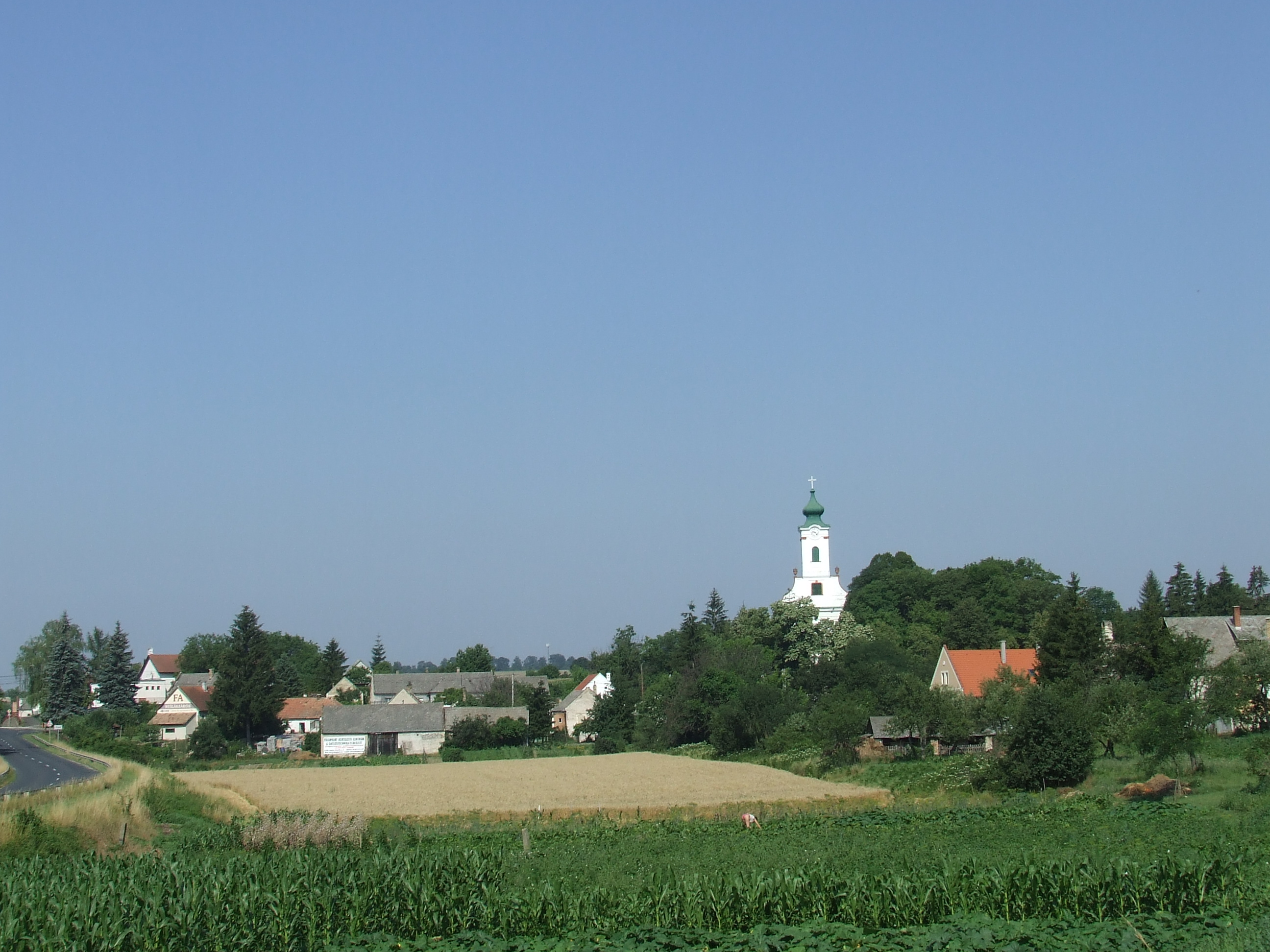
Blick auf Pula

## Geografische Lage
Pula liegt 23 Kilometer südwestlich des Komitatssitzes und der Kreisstadt Veszprém, 20 Kilometer nordöstlich der Stadt Tapolca und 16 Kilometer nördlich des Balaton. Nachbargemeinden sind Nagyvázsony, Vigántpetend und Öcs.

## Geschichte
In der Nähe von Pula wurden Gegenstände aus der frühen Eisenzeit gefunden.
Im 13. Jahrhundert bestand in der Nähe des heutigen Dorfes das Kloster von Tálod, das aber im 16. Jahrhundert verlassen und unter türkischer Besatzung gesprengt wurde.
Schriftlich wurde Pula zuerst 1357 als Pola erwähnt. In dieser Zeit gehörten die umliegenden Ländereien der Familie Rátóti. Die Bevölkerung begann im 16. Jahrhundert, die Gegend zu verlassen.
Die Einwohner des Dorfes waren zu 70–80 % Deutsche, die 1746 auf Einladung der Familie Esterházy zuzogen. Die "deutsche Atmosphäre" blieb bis heute erhalten.
Im Jahr 1913 gab es in der damaligen Kleingemeinde 94 Häuser und 496 Einwohner auf einer Fläche von 2544 Katastraljochen. Sie gehörte zu dieser Zeit zum Bezirk Tapolcza im Komitat Zala.
Bis 1950 gehörte die Gemeinde zum Komitat Zala.

## Bevölkerungszahlen
| Jahr | Einwohner |
| ---- | --------- |
| 1747 | 119       |
| 1770 | 203       |
| 1785 | 437       |
| 1828 | 462       |
| 1846 | 462       |
| 1869 | 487       |
| 1910 | 496       |
| 1949 | 416       |
| 1960 | 380       |
| 1990 | 214       |
| 1996 | 224       |
| 1997 | 230       |
| 2000 | 228       |
| 2001 | 231       |
| 2004 | 228       |

## Sehenswürdigkeiten
- Römisch-katholische Kirche Borromei Szent Károly, erbaut 1794–1797 im spätbarocken Stil
- Römisch-katholische Kapelle Szent Flórián, erbaut 1773 im spätbarocken Stil ohne Turm
- Páduai-Szent-Antal-Statue, erschaffen von Ignác Blénessy